# Moumouni Dagano
Moumouni Dagano   (Bobo-Dioulasso, 1 de gener de 1981) és un exfutbolista de Burkina Faso de la dècada de 2000.
Fou internacional amb la selecció de futbol de Burkina Faso.
Pel que fa a clubs, destacà a KRC Genk, Guingamp i FC Sochaux.